# Église Sainte-Lucie de Niederhergheim
Pour les articles homonymes, voir Église Sainte-Lucie.
L'église Sainte-Lucie est un monument historique situé à Niederhergheim, dans le département français du Haut-Rhin.

## Localisation
Ce bâtiment est situé rue d'Oberhergheim à Niederhergheim.

## Historique
L'édifice fait l'objet d'une inscription au titre des monuments historiques depuis 2000.

## Architecture

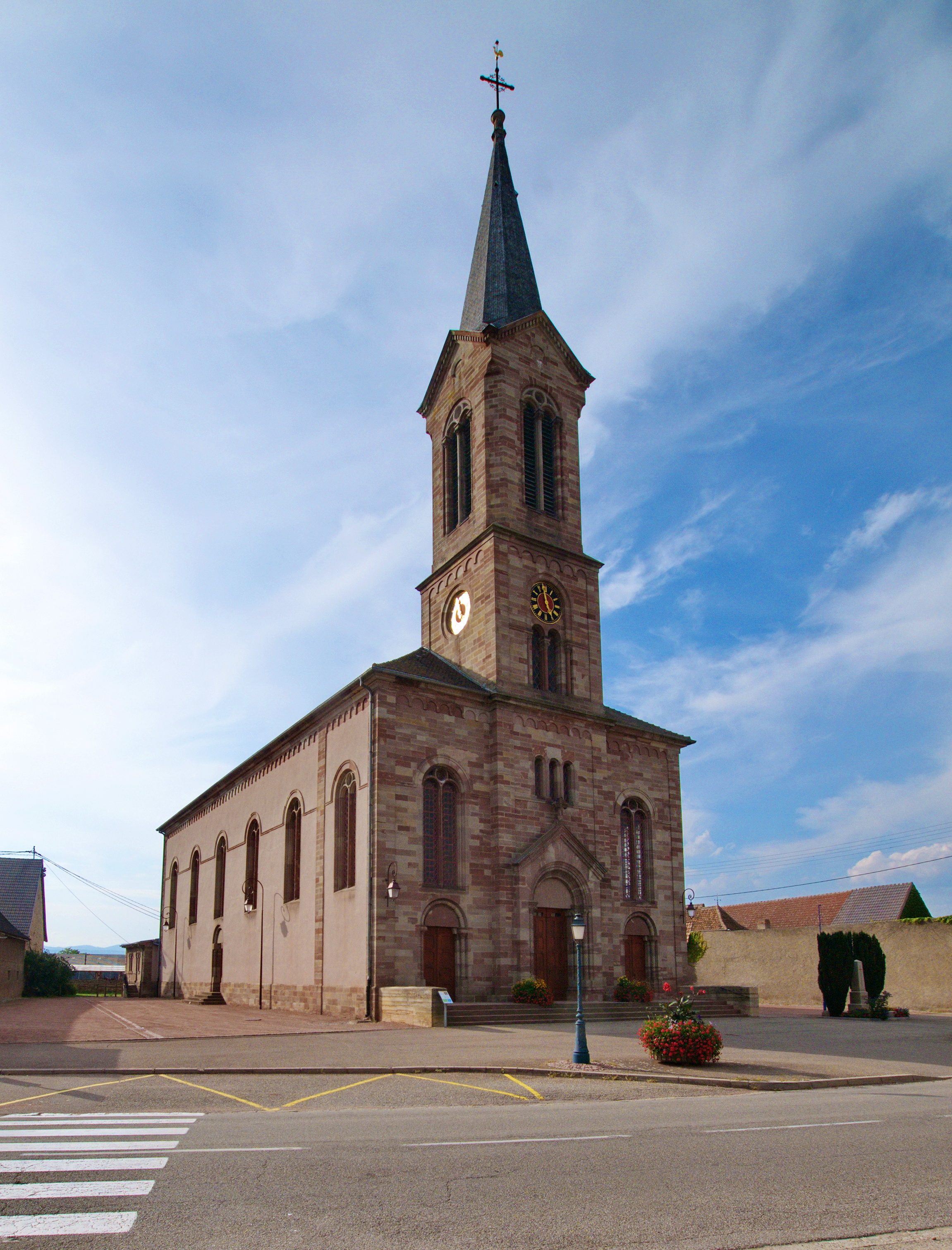
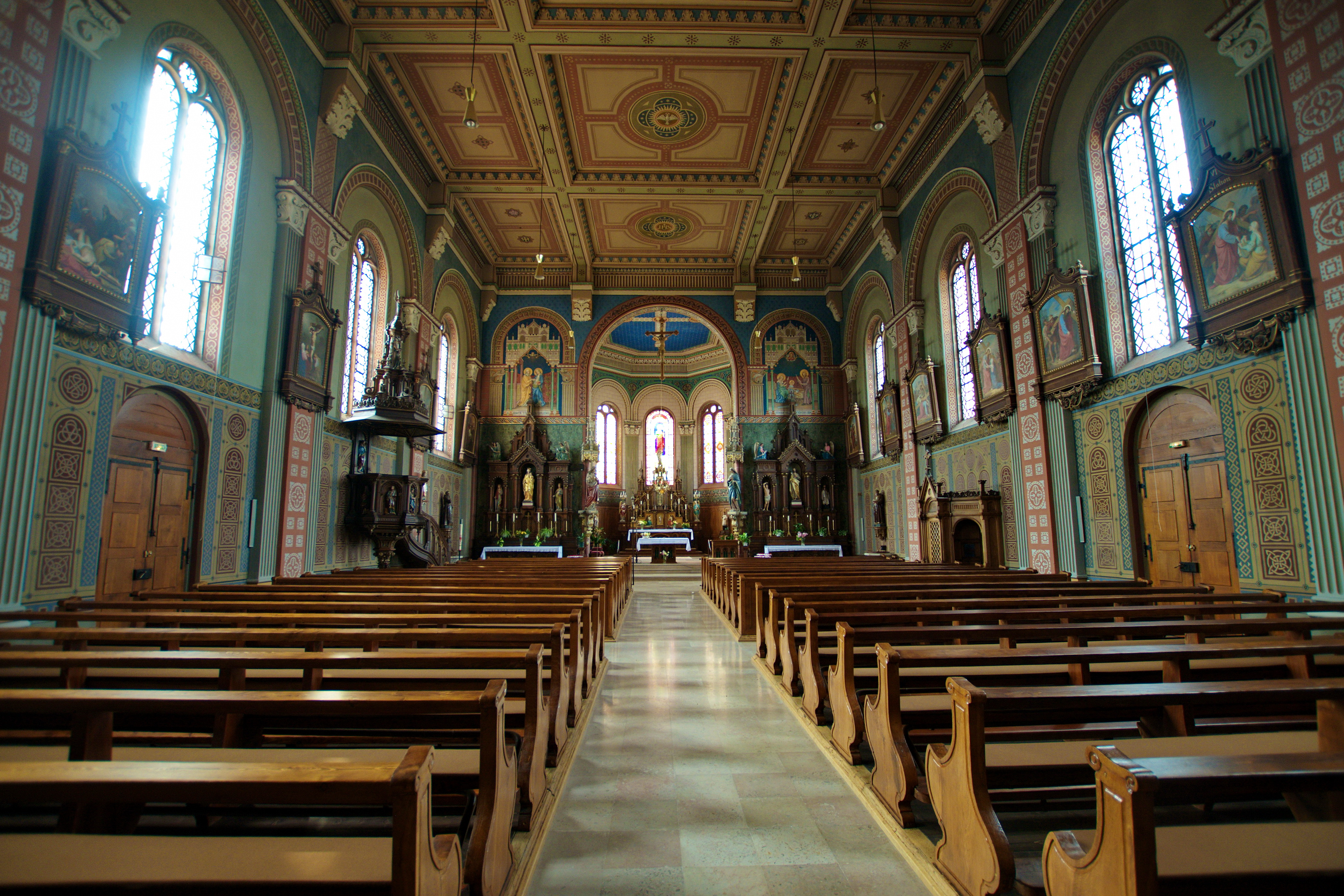
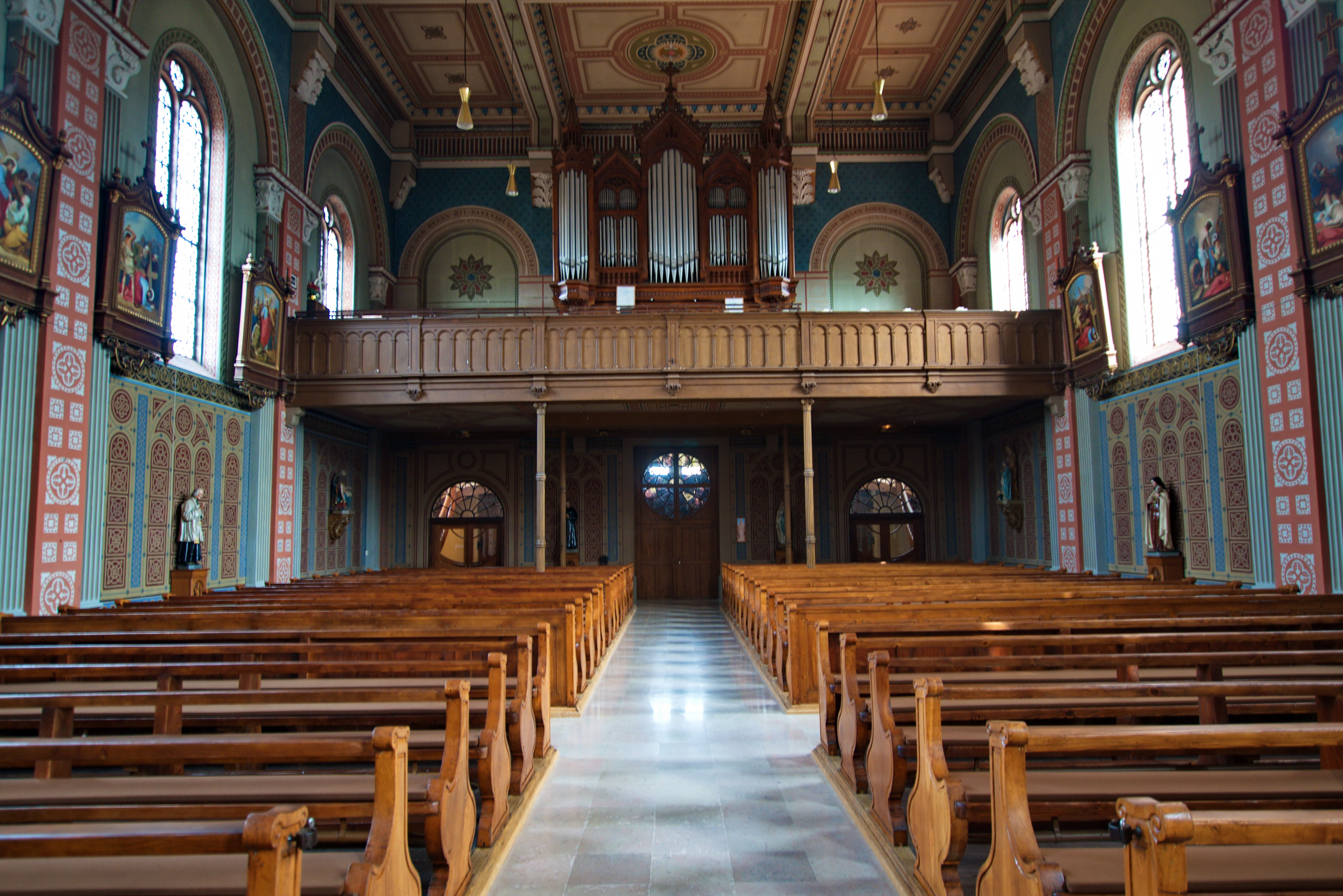